# Conrad Schierenberg
Conrad Schierenberg (geb. 1937 in Den Haag; gest. 19. November 2022 in Dachsberg) war ein deutscher Maler und Lyriker in alemannischer Mundart niederländischer Herkunft. Sein Leben war geprägt von einer tiefen Verbundenheit mit der Kunst und der Lyrik, die er in verschiedenen Formen ausdrückte.

## Leben und Werk
Schierenberg wuchs auf einem Bauernhof in Menzenschwand im Schwarzwald auf, einem Ort, der seine naturnahe Sichtweise und künstlerische Inspiration prägte. Ein traditioneller Bildungsweg war für ihn nicht vorgesehen. Er hatte keinen Schulabschluss und erlernte keinen Beruf im herkömmlichen Sinne. Stattdessen sammelte er in seiner Jugend Erfahrungen als Knecht, Kuhhirt, Holzfäller und Hilfsarbeiter. Diese vielfältigen Lebenserfahrungen fanden später in seinen Werken ihren Ausdruck.
Im Jahr 1959 zog es Schierenberg nach Paris, wo er sich autodidaktisch in der Malerei fortbildete und bei einem jüdischen Freund erste künstlerische Techniken erlernte. Ab 1960 lebte er über zehn Jahre als Künstler in London und zeitweise auch in Südostasien – eine Zeit, die seine Kunst stark beeinflusste.
1972 kehrte Schierenberg nach Deutschland zurück und ließ sich im Schwarzwald in Happingen in der Gemeinde Dachsberg nieder. Dort widmete er sich vorrangig der Malerei, wobei er sich auf Porträts, Stillleben und abstrahierte Landschaften spezialisierte. Seine Werke wurden in verschiedenen Ausstellungen im südwestdeutschen Raum und in der Schweiz präsentiert. Neben seiner Malerei engagierte sich Schierenberg auch literarisch und veranstaltete mit anderen Autoren literarische Abende.
Etwa um 1980 begann Schierenberg mit dem Schreiben von Gedichten. Im Laufe der Jahre verfasste er über 500 Sonette. Er schrieb auch auf Hotzenwälder Alemannisch, was seiner Lyrik eine besondere regionale Prägung gab. Bei Youtube las er verschiedener seiner alemannischen Gedichte ein, darunter auch seine Bösen alemannischen Verse.
Conrad Schierenberg war verheiratet mit der Bildhauerin Mechthild Ehmann, geboren 1963, mit der er drei Kinder hatte. Ein Sohn aus seiner ersten Ehe, Tai-Shan Schierenberg, ist als Maler in London tätig. 
Im Alter von 85 Jahren erlag Conrad Schierenberg einem Krebsleiden.
In einem filmischen Langzeitprojekt wurde sein Leben in seinem letzten Lebensjahr dokumentiert.

## Werke
- Geschriebenes: Gedichte 1980 – 90. Werkstatt-Ed. Dietrich, Dachsberg 1990, ISBN 3-923080-21-2
- Berenike: Gedichte. Aldus-Presse, Reicheneck 1992
- Wasser ins Meer tragen. Gedichte und Prosa. Dachsberg 2002
- Gern trinkt eine Lady aus Limerick. 660 Limericks. - hochdeutsch, englisch, französisch, alemannisch. Eigenverlag, Dachsberg 2016